# Forêt nationale de Jacundá
La forêt nationale de Jacundá (portugais : Floresta Nacional de Jacundá) est une forêt nationale brésilienne. Elle se situe dans la région Nord, dans l'État du Rondônia.
Le parc fut créé le 2004 et couvre une superficie de 221 218 hectares.
Il s'étend sur le territoire de la municipalité de Porto Velho.